# 麥特·林茲
麥特·林茲（英語：Matt Lintz，2001年5月23日—）是一名美國男演員，因在《世界大對戰》中飾演馬蒂·凡·帕頓、在AMC電視連續劇《陰屍路》中飾演亨利，以及在《驚奇少女》中飾演布魯諾而知名。

## 早期生活
他的兩個姐姐和弟弟麥肯茲、麥蒂森和麥克森（Macsen）也是演員。他居住於加利福尼亞州洛杉磯。

## 職業生涯
2018年，林茲在電視連續劇《陰屍路》中飾演年長版的亨利。年輕版的亨利由林茲的弟弟麥克森飾演，而他的姐姐麥蒂森則在前兩季中飾演卡羅爾的女兒索菲亞·佩列特。
2020年11月，在片場照片中透露，林茲將在以漫威電影宇宙（MCU）為背景的Disney+網路影集《驚奇少女》中飾演布魯諾·卡雷利。林茲最初也曾試鏡過MCU中的一角。

## 影視作品

### 電影
| 年份 | 標題                 | 角色                                  | 備註 |
| ---- | -------------------- | ------------------------------------- | ---- |
| 2009 | 《血染萬聖節》       | 馬克（Mark）                          |      |
| 2010 | 《》                 | 難過的兒子                            |      |
| 2010 | 《The Way Home》     | 塔克·辛普金斯（Tucker Simpkins）      |      |
| 2011 | 《灰姑娘的美聲奇蹟》 | 維特·凡·瑞文（Victor Van Ravensway）  |      |
| 2011 | 《遊戲變身》         | 說話的童子軍                          |      |
| 2012 | 《微笑如月》         | 肖恩·克斯傑斯（Shawn Kersjes）        |      |
| 2012 | 《》                 | 大衛（David）                         |      |
| 2012 | 《》                 | 搗蛋鬼                                |      |
| 2014 | 《》                 | 艾瑞克·韋伯（Eric Webb）              |      |
| 2015 | 《世界大對戰》       | 馬蒂·凡·帕頓（Matty van Patten）      |      |
| 2016 | 《》                 | 科爾曼弟弟（Younger Coleman Brother） |      |
| TBA  | 《Grizzly Night》    | 羅伊·杜卡特（Roy Ducat）              |      |

### 電視
| 年份       | 標題                     | 角色                             | 備註                             |
| ---------- | ------------------------ | -------------------------------- | -------------------------------- |
| 2010       | 《》                     | 斯科蒂·格羅夫斯（Scotty Groves） | 集數：「Baby, Let's Play House」 |
| 2011       | 《軍妻》                 | 克里斯（Chris）                  | 集數：「Farewell to Arms」       |
| 2012       | 《》                     | 傑克（Jack）                     | 集數：「The Children's Crusade」 |
| 2013       | 《》                     | 賀拉斯（Horace）                 | 集數：「Wicks」                  |
| 2013       | 《》                     | 托馬斯·格雷（Thomas Grey）       | 集數：「John Doe」               |
| 2018       | 《沉默的天使》           | 史蒂夫·塔格特（Stevie Taggert）  | 8集                              |
| 2018－2019 | 《陰屍路》               | 亨利（Henry）                    | 11集                             |
| 2022       | 《驚奇少女》             | 布魯諾·卡雷利（Bruno Carrelli）  | 主要角色                         |
| 2022       | 《漫威影業：創作大本營》 | 他自己                           | 集數：「《驚奇少女》製作特輯」   |

## 外部連結
- 麥特·林茲在互联网电影资料库（IMDb）上的資料（英文）
- 麥特·林茲的Instagram帳戶